# Раџкот
Раџкот (гуџ. રાજકોટ, хин. राजकोट) је град у западној Индији, у држави Гуџарат. Налази се на полуострву Катиавар. Године 2008. имао је 1.335.397 становника. 
Раџкот има универзитет и у њему је развијена текстилна индустрија. 
Град су 1610. основали Вибхаџи Јадеја и Раџу Санди. Раџкот је био главни град истоимене феудалне државе. У овом граду је неколико година живео Махатма Ганди. 

## Становништво
Према незваничним резултатима пописа, у граду је 2011. живело 1.286.995 становника.
| 1991.   | 2001.   | 2011.     |
| ------- | ------- | --------- |
| 559.407 | 967.476 | 1.286.995 |